# Giovanni I. Bentivoglio
Giovanni I. Bentivoglio (* um 1358; † 26. Juni 1402 in Bologna) war ein italienischer Adeliger und Patrizier von Bologna, dem es nach einer Lockerung der päpstlichen Herrschaft über Bologna im Jahre 1401 gelang, dort für kurze Zeit (14. März 1401 bis zum 28. Juni 1402) die Macht zu ergreifen. Trotz persönlichem Scheitern leitete er damit den Beginn der Signoria seiner Familie über die Stadt ein, die über vier Generationen bis 1506 bestand und nach einem kurzlebigen Restaurationsversuch 1512 endgültig ihr Ende fand.

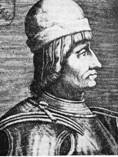
Giovanni I. Bentivoglio

## Herkunft
Giovanni I. stammte aus der Familie Bentivoglio, die sich der Tradition nach von Enzio von Hohenstaufen, König von Sardinien (1239–1249/72), einem außerehelichen Sohn von Kaiser Friedrich II. von Hohenstaufen ableitet, der während seiner dreiundzwanzigjährigen „ritterlichen“ Gefangenschaft in dem nach ihm benannten „Palazzo di Re Enzo“ in Bologna eine Beziehung zu einem Mädchen aus Bologna unterhielt, aus der der Stammvater des Hauses Bentivoglio entsprungen sein soll. Den Namen soll er von den Worten haben, mit denen König Enzio seine Geliebte zu begrüßen pflegte: „amor mio, ben ti voglio“ (Meine Liebe, ich habe Dich gerne).
Die Familie stammt jedoch vermutlich aus dem gleichnamigen Ort in der Provinz Bologna, dessen Kastell die Familie auch später noch als ihren bevorzugten Wohnort außerhalb von Bologna benützte. Sie trat urkundlich 1323 erstmals in Bologna auf. Sicher ist, dass die Familie zum Patriziat der Stadt Bologna zählte, Häuser in der Stadt und auch Ländereien in der Umgebung besaß, dass viele ihrer Angehörigen Mitglieder der Zunft der Notare waren, die als adelig galten.
Der Vater Giovannis war Antonio Bentivoglio, der bereits einiges Ansehen in der Stadt genoss, da er an der Gesandtschaft der Stadt teilnahm, die 1370 nach Avignon reiste, um Papst Gregor XI. (Pierre Roger de Beaufort) (1370–1378) – dem Souverän von Bologna – zu seiner Wahl zu gratulieren. Er lebte im Pfarrsprengel Santa Cecilia. In seinem Testament vom 22. Oktober 1374 wurde er als „Nobilis vir Dominus Antonius de Bentivolis, civis Bononiensis“ (Der Adelige Mann Herr Antonius de Bentivolis, Bürger der Stadt Bologna) bezeichnet.
Der Name und die Herkunft der Mutter von Giovanni I. sind nicht bekannt.

## Leben

### Politischer Umbruch in Bologna
Zur Zeit Giovannis befand sich die Stadt Bologna in einer Phase des politischen Umbruches. Im Jahre 1360 wurde sie vom spanischen Kardinal Gil Álvarez Carillo de Albornoz (* um 1310 in Cuenca, Spanien; † 24. August 1367 bei Viterbo, Italien) der direkten Kontrolle des Papstes unterstellt, womit der Traum einer freien Stadtregierung für immer beendet erschien.
Das Papsttum sah sich jedoch in der Folge wachsenden Schwierigkeiten gegenüber, was den Bürgern von Bologna als Chance erschien, sich aus dieser Unterwerfung zu befreien. Im Jahre 1376 wurde daher der päpstliche Legat aus der Stadt verjagt, die Bürgerschaft gab sich eine Verfassung als freie Kommune, schuf eine Bürgerversammlung in Form eines „Rates der Sechshundert“ und übertrug die Regierungsgeschäfte dem Gremium der „Anziani“, deren Vorsitzender den Titel „Gonfaloniere di giustizia“ (Bannerträger der Justiz) trug. Die Anziani wurden von 16 „Gonfalonieri del popolo“ beraten, die von den vier Stadtvierteln gewählt wurden.
Bald stellte sich jedoch heraus, dass dies keine handlungsfähige Regierung war, sodass eine neue Regierung in Form der „sedici riformatori dello stato di libertà“ (Sechzehn Reformatoren des Freiheitsstaates) geschaffen wurde. Eine Institution, die bis in das 18. Jahrhundert überlebte. Dieses ursprünglich provisorische, demokratische, auf ein Jahr gewählte Organ verwandelte sich bald in ein Instrument der Oligarchie, indem deren Mitglieder dem Patriziat angehörten und auf Lebenszeit amtierten.
Eine Bestätigung der neuen Regierungsform durch Papst Gregor XI. erfolgte 1377. Ein weiterer wesentlicher Schritt bestand darin, dass Papst Bonifatius IX. (Pietro Tomacelli) (1389–1404), im Jahre 1392 das päpstliche Vikariat auf 25 Jahre an den Rat der Sechzehn und dessen Vorsitzenden, den Gonfaloniere di Giudizia übertrug.
Damit war die Voraussetzung für die spätere Entwicklung der Herrschaft der Bentivoglio über Bologna geschaffen.

### Aufstieg zur Macht
Giovanni Bentivoglio begann seine öffentliche Karriere im Jahre 1397, als er zum Anziano ernannt wurde.
Im Jahre 1399 versuchte er – gemeinsam mit Nanne Gozzadini – die Regierung des Gonfaloniere Carlo Zambeccari zu stürzen, der aus einer angesehenen Juristenfamilie stammte und sich mit Hilfe der bolognesischen Patrizierfamilie der Maltraversi der Regierung bemächtigt hatte. Der Umsturz scheitere, wodurch Giovanni gezwungen wurde, ins Exil zu gehen. Zambeccari starb jedoch noch im selben Jahr an der Pest, wodurch Giovanni noch vor Jahresende nach Bologna zurückkehren konnte.
Sein Stadthaus befand sich in der Strá San Donato in der Pfarre von San Giacomo Maggiore, wo sich der Schwerpunkt der Häuser der Familie befand. Die Pfarrkirche stand unter der Patronanz der Bentivoglio und wurde insbesondere im 15. Jahrhundert von der Familie ausgebaut und verschönert.

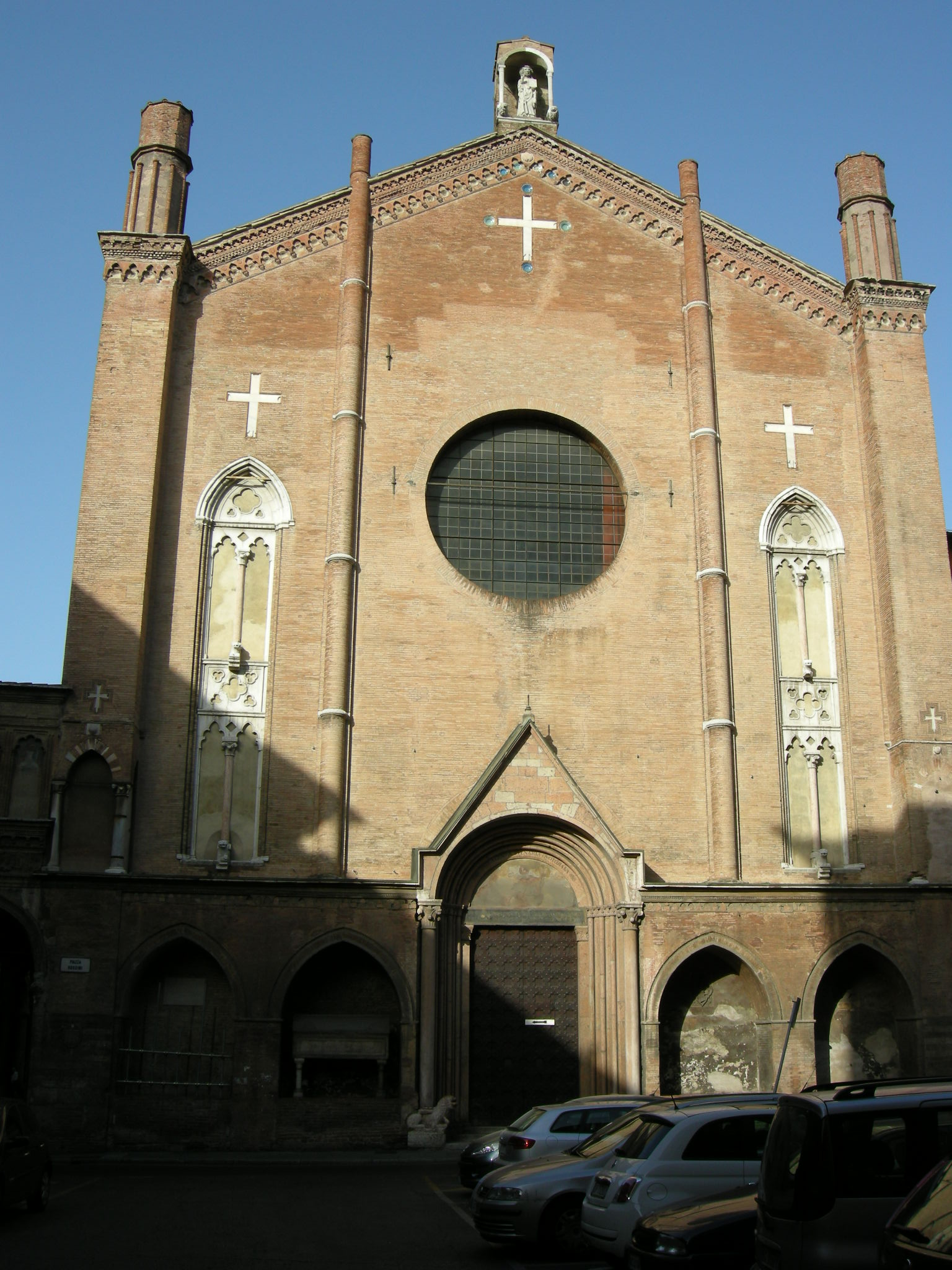
San Giacomo Maggiore

Nach seiner Rückkehr nach Bologna baute Giovanni seine Machtbasis aus, indem er sich nicht nur auf befreundete Standesgenossen verließ, sondern sich die Unterstützung der „arti minori“ – der niederen Zünfte – insbesondere der „macellai“ (der Fleischer) sicherte und dadurch den Rat der Sechshundert wesentlich beeinflussen konnte. Er wurde dadurch zum Mitglied der Stadtregierung der „Sedici“ (der Sechzehn) gewählt. Auch sein alter Verbündeter, Nanne Gozzadini, gehörte diesem Gremium an, erwies sich jedoch nunmehr in der Auseinandersetzung um die Vormachtstellung in der Stadt als einflussreicher Rivale, wodurch der Ausgang des Machtkampfes nicht vorherzusehen war.
Es gelang schließlich Giovanni durch eine geschickte Ausnutzung der Gegensätze zwischen dem Patriziat und den anderen Bürgern sowie durch eine taktisch kluge Aussöhnung mit den gegnerischen Patrizierfamilien der Zambeccari und der Maltraversi die Oberhand zu gewinnen.
Giovanni war jedoch auch bemüht, für den geplanten Umsturz Unterstützung außerhalb von Bologna zu finden. So zählte Astorre I. Manfredi (* ca. 1345, † 28. November 1405 in Faenza), Herr von Faenza, (in der Provinz Ravenna) Fusignano, Brisihella etc. zu seinen engsten Freunden. Dieser unterstützte Giovanni nicht zuletzt deswegen, da damals die Truppen von Bologna Faenza belagerten und Astorre hoffen konnte, durch einen Umsturz der Regierung von Bologna die Aufhebung der Belagerung zu erreichen.
Entscheidend war jedoch die finanzielle Unterstützung durch Gian Galeazzo Visconti, Herzog von Mailand (1395–1402), die es Giovanni ermöglichte, Truppen anzuwerben. Diese brachte er überraschend nach Bologna und ließ sich mit ihrer Hilfe am 14. März 1401 zum Signore von Bologna ausrufen.
Giovanni war der einzige Bentivoglio, der auf legitimer und nicht bloß auf faktischer Grundlage Herr von Bologna war, da er am 17. März 1401 vom Rat der Sechshundert formell als ständiger Gonfaloniere bestätigt wurde.
Seiner neuen Würde entsprechend trug er den Titel „Johannes de Bentivoglis Bononiae dominus hac pacis et Justitcie conservator“ (Etwa: Johannes aus dem Haus der Bentivoglio, Herr von Bologna, Wahrer des Friedens und der Justiz). Damit sollte wohl unterstrichen werden, dass die von Papst Bonifaz IX. der Stadt als Kollektiv übertragene Regierungsfunktion nunmehr zur Gänze auf Giovanni Bentivoglio übergegangen war.
Diese Anmaßung gegenüber dem Souverän – dem Papst – war naturgemäß gewagt. Nach dem Chronisten Fileno della Tuata  soll Giovanni den Papst durch eine Gesandtschaft gebeten haben, ihm persönlich das päpstliche Vikariat, d. h. die weltliche Stellvertreterfunktion zu übertragen, was jedoch abgelehnt wurde. Ein urkundlicher Nachweis für diese Mission liegt jedoch nicht vor. Sicher ist, dass sich Bentivoglio um das Einvernehmen mit dem Papst bemühte.

### Sturz und Tod
Giovannis Herrschaft dauerte jedoch nicht lange: Sie währte nur wenig mehr als fünfzehn Monate, nämlich vom 14. März 1401 bis zum 28. Juni 1402. Seinen Sturz hatte er, der bisher großes politisches Geschick gezeigt hatte, selbst durch einen Wechsel der außenpolitischen Allianz.
Er sagte sich von Gian Galeazzo Visconti, Herzog von Mailand – der ihm zur Macht verholfen hatte – los und ging ein Bündnis mit der Stadt Florenz ein, die durch Gian Galeazzo, der sich auf dem Höhepunkt seiner Macht als Herzog der Lombardei (seit 1397) befand, bedroht wurde. Mailand reagierte sofort, wechselte auf die Seite seiner Feinde, und unterstützte die wachsende Zahl von Bürgern von Bologna, die mit seiner Alleinherrschaft unzufrieden waren. Dies war so wirksam, dass sich nicht nur seine Gegner, wie Nanne Gozzadini, sondern auch viele seiner eigenen Anhänger gegen ihn verschworen.
Die Auseinandersetzung führte auf zwischenstaatlicher Ebene zu einer militärischen Konfrontation, in der sich die Truppen Mailands einer Koalition aus florentinischen und bolognesischen Truppen gegenüberstanden. Am 26. Juni 1402 kam es zur Schlacht, bei Casalecchio di Reno, in der die Florentiner und die verbündeten Bolognesen besiegt wurden.
Als die siegreichen Mailänder Truppen mit zweitausend Gefangenen gegen Bologna vorrückten, kam es in der Stadt zum Aufstand gegen Giovanni: Die Sturmglocken wurden geläutet, die Massen der Bürger versammelten sich bewaffnet auf der Piazza Maggiore und skandierten dort „Viva il popolo e muora Giovanni“ (Etwa: Es lebe das Volk, Tod dem Giovanni).
Der abgesetzte Stadtherr kämpfte zwar wie ein Löwe, verlor zwei Pferde in der Schlacht und tötete eigenhändig acht Gegner, wurde jedoch schließlich gefangen genommen und im Stadtpalast eingesperrt.
Drei Tage später fand man seinen nackten Leichnam vor dem Altar der Kirche San Giacomo.

### Nachwirkung
Trotz diesem Scheitern nach einer sehr kurzen Regierungszeit sollte Giovanni die folgende Epoche der Stadtgeschichte prägen, da er als Verteidiger der bürgerlichen Unabhängigkeit gegenüber der direkte Herrschaft der Kirche zum Symbol wurde und dadurch seinen Kindern eine Art von Vorrangstellung bei der zukünftigen Nachfolge in der Stadtherrschaft verschaffte. Mit Unterbrechungen konnten dadurch vier Generationen seiner Nachkommen die Stadt regieren.

## Ehen und Nachkommen
Giovanni Bentivoglio war zwei Mal verheiratet
⚭ 1.)  Elisabetta di Castel San Pietro
⚭ 2.)  Margherita Guidotti
Kinder (unbekannt aus welcher Ehe):
- Anton Galeazzo Bentivoglio (auch Antongaleazzo I. Bentivoglio genannt; * 1385, † ermordet 23. Dezember 1437 in Bologna), Rechtsgelehrter, kurzfristig (1420) Herr von Bologna
- Ercole Bentivoglio
- Giovanna Bentivoglio & Gaspare Malvezzi